# Roche-en-Régnier
Roche-en-Régnier är en kommun i departementet Haute-Loire i regionen Auvergne-Rhône-Alpes i centrala Frankrike. Kommunen ligger i kantonen Vorey som tillhör arrondissementet Le Puy-en-Velay. År 2022 hade Roche-en-Régnier 477 invånare.

## Befolkningsutveckling
Antalet invånare i kommunen Roche-en-Régnier
| Referens: INSEE |